# Metalimnobia tenua
Metalimnobia tenua (лат.) — вид комаров-болотниц из подсемейства Limoniinae (Limoniidae).

## Распространение
Палеарктика: Европа (Австрия, Словакия, Чехия, Финляндия), Сибирь (Бурятия), Дальний Восток (Камчатка, Сахалин, Приморский край, Курилы), Япония.

## Описание
Среднего размера комары сероватого цвета (около 1 см). Обитают в широколиственных и смешанных лесах.

## Систематика
Таксон был впервые выделен в 1976 году российским энтомологом Евгением Николаевичем Савченко (1909—1994) в качестве подвида Metalimnobia quadrinotata tenua. В 2005 году повышен до видового статуса (Starý, 2005).